# Potchong
Potchong (korejsky 보통강 – Potchong gang) je řeka v Severní Koreji, pravý přítok Tedongu v úmoří Žlutého moře. Vytéká z přehrady v provincii Jižní Pchjongan a teče převážně na jih do hlavního města Pchjongjangu, kde se zprava vlévá do Tedongu.
V Pchjongjangu teče nejprve přes obvody Sunangujŏk a Hjŏngdžesangujŏk a následně je hraniční řekou mezi obvody: Na jejím pravém břehu leží obvod Mangjŏngdägujŏk a na levém břehu obvody Potchongganggujŏk (který je po řece pojmenován) a Pchjŏngčchŏngujŏk.